# Premyer Liqası 2018/19
Die Premyer Liqası 2018/19, nach einem Sponsorenabkommen offiziell Unibank Premyer Liqası genannt, war die 27. Spielzeit der höchsten aserbaidschanischen Spielklasse im Fußball der Männer seit deren Gründung im Jahr 1992. Sie begann am 11. August 2018 und endete am 11. Mai 2019.
Die acht Mannschaften spielten an insgesamt 28 Spieltagen jeweils viermal gegeneinander; zweimal zu Hause, zweimal auswärts.

## Vereine
|             | Mannschaft    | Stadt    | Stadion                  | Kapazität | Platzierung 2017/18 |
| ----------- | ------------- | -------- | ------------------------ | --------- | ------------------- |
| Vereinslogo | Qarabağ Ağdam | Baku     | Azərsun-Arena            | 05.800    | 01.                 |
| Logo        | FK Qəbələ     | Qəbələ   | Qəbələ şəhər stadionu    | 05.000    | 02.                 |
| Vereinslogo | Neftçi Baku   | Baku     | Tofiq-Bəhramov-Stadion   | 29.858    | 03.                 |
|             | Zirə FK       | Baku     | Zirə Olimpia Komplex     | 01.300    | 04.                 |
| Vereinslogo | Sumqayıt PFK  | Sumqayıt | Mehdi-Hüseynzadə-Stadion | 16.000    | 05.                 |
|             | FK Keşlə      | Baku     | Şəfa-Stadion             | 08.152    | 06.                 |
|             | Səbail FK     | Baku     | Bayil Arena              | 05.000    | 07.                 |
|             | Sabah FK      | Baku     | Alinja Arena             | 13.000    | Aufsteiger          |

## Abschlusstabelle
| Pl. | Verein               | Sp. | S  | U | N  | Tore    | Diff. | Punkte |
| --- | -------------------- | --- | -- | - | -- | ------- | ----- | ------ |
| 1.  | FK Qarabağ Ağdam (M) | 28  | 20 | 6 | 2  | 065:210 | +44   | 66     |
| 2.  | Neftçi Baku PFK      | 28  | 17 | 7 | 4  | 052:260 | +26   | 58     |
| 3.  | Səbail FK            | 28  | 12 | 5 | 11 | 034:370 | −3    | 41     |
| 4.  | FK Qəbələ            | 28  | 9  | 9 | 10 | 031:330 | −2    | 36     |
| 5.  | Zirə FK              | 28  | 8  | 7 | 13 | 030:400 | −10   | 31     |
| 6.  | Sumqayıt PFK         | 28  | 8  | 5 | 15 | 024:420 | −18   | 29     |
| 7.  | Sabah FK (N)         | 28  | 7  | 6 | 15 | 020:410 | −21   | 27     |
| 8.  | FK Keşlə (P)         | 28  | 6  | 5 | 17 | 029:450 | −16   | 23     |

Platzierungskriterien: 1. Punkte – 2. Direkter Vergleich (Punkte, Tordifferenz, geschossene Tore) – 3. Tordifferenz – 4. geschossene Tore

| (M) | amtierender aserbaidschanischer Meister         |
| (P) | amtierender aserbaidschanischer Pokalsieger     |
| (N) | Neuaufsteiger aus der Birinci Divizionu 2017/18 |

## Kreuztabelle
| Hinrunde         | FK Qarabağ Ağdam | Neftçi Baku PFK | Səbail FK | FK Qäbälä | Zirə FK | Sumqayıt PFK | Sabah FK | FK Keşlə |
| ---------------- | ---------------- | --------------- | --------- | --------- | ------- | ------------ | -------- | -------- |
| FK Qarabağ Ağdam |                  | 1:1             | 0:3       | 4:1       | 3:1     | 1:0          | 1:1      | 5:1      |
| Neftçi Baku PFK  | 3:1              |                 | 4:0       | 2:1       | 2:2     | 0:0          | 2:0      | 2:0      |
| Səbail FK        | 0:2              | 0:2             |           | 0:0       | 3:0     | 2:0          | 0:0      | 2:1      |
| FK Qäbälä        | 1:3              | 3:1             | 3:0       |           | 0:0     | 1:1          | 2:1      | 1:1      |
| Zirə FK          | 0:6              | 1:2             | 0:0       | 1:0       |         | 3:1          | 0:2      | 2:2      |
| Sumqayıt PFK     | 0:2              | 0:2             | 1:0       | 2:2       | 1:0     |              | 0:1      | 1:4      |
| Sabah FK         | 0:2              | 1:2             | 0:4       | 1:0       | 2:1     | 1:4          |          | 1:2      |
| FK Keşlə         | 1:1              | 0:1             | 1:2       | 1:2       | 1:0     | 1:2          | 0:1      |          |

| Rückrunde        | FK Qarabağ Ağdam | Neftçi Baku PFK | Səbail FK | FK Qäbälä | Zirə FK | Sumqayıt PFK | Sabah FK | FK Keşlə |
| ---------------- | ---------------- | --------------- | --------- | --------- | ------- | ------------ | -------- | -------- |
| FK Qarabağ Ağdam |                  | 1:1             | 4:0       | 2:1       | 0:0     | 2:0          | 3:0      | 3:0      |
| Neftçi Baku PFK  | 2:3              |                 | 1:2       | 1:1       | 4:2     | 2:3          | 3:0      | 2:0      |
| Səbail FK        | 1:2              | 2:2             |           | 2:1       | 0:2     | 0:0          | 1:0      | 1:4      |
| FK Qäbälä        | 1:2              | 1:3             | 2:1       |           | 2:1     | 1:0          | 0:0      | 0:0      |
| Zirə FK          | 0:3              | 0:0             | 1:2       | 1:1       |         | 2:0          | 0:2      | 2:0      |
| Sumqayıt PFK     | 0:6              | 1:2             | 1:2       | 1:0       | 0:1     |              | 1:0      | 2:1      |
| Sabah FK         | 1:1              | 0:2             | 3:1       | 0:1       | 0:3     | 1:1          |          | 1:1      |
| FK Keşlə         | 0:1              | 0:1             | 0:3       | 1:2       | 1:3     | 2:1          | 3:0      |          |

## Torschützenliste
| Pl. | Spieler            | Mannschaft      | Tore |
| --- | ------------------ | --------------- | ---- |
| 01. | Mahir Madatov      | Qarabağ Ağdam   | 16   |
| 02. | Bagaliy Dabo       | Neftçi Baku PFK | 14   |
| 03. | Segun Adeniyi      | FK Qəbələ       | 10   |
| 04. | Filip Ozobić       | Qarabağ Ağdam   | 09   |
| 05. | Marko Dević        | Sabah FK        | 08   |
| 05. | Emin Mahmudov      | Neftçi Baku PFK | 08   |
| 05. | Julio Rodríguez    | Zirə FK         | 08   |
| 08. | Mirabdulla Abbasov | Neftçi Baku PFK | 07   |
| 08. | Dani Quintana      | Qarabağ Ağdam   | 07   |
| 08. | Ağabala Ramazanov  | Neftçi Baku PFK | 07   |
| 08. | Abdellah Zoubir    | Qarabağ Ağdam   | 07   |